# Чистилов
Чистилов (укр. Чистилів) — село в Белецкой сельской общине Тернопольского района Тернопольской области Украины.
Население по переписи 2019 года составляло 1091 человека. Почтовый индекс — 47704. Телефонный код — 352.